# Hanna Teerijoki

Hanna Teerijoki, född den 15 juli 1963 i Kemi, Finland, är en finsk fotbolls-, ishockey-, bandy- och golfspelare.
Hanna Teerijoki är den enda europeiska som har tävlat i landslaget i sex olika idrotter: fotboll, bandy, ishockey, golf, rinkbandy och landhockey.
Hon har dessutom blivit finsk mästare i alla dessa idrotter, utom ishockey.Totalt har hon 26 finska mästerskapsguld.
I sin favoritsport bandy utmärkte hon sig genom att bli värvad av HIFK:s herrlag, men det finska bandyförbundet godkände inte att hon spelade i en herrserie. Hon har däremot varit tränare för samma lag. Hanna Teerijoki blev senare förbundskapten för det finska damlandslaget i bandy.
I Sverige har Hanna Teerijoki främst gjort sig känd som bandyspelare. 1988 vann hon svenska skytteligan då hon spelade för AIK och 1991 vann hon skytteligan med Västerstrands AIK. Hon vann också SM-guld med AIK 1988 och Västerstrands AIK 1991 och 1994.
Hanna Teerijoki hann också med att bli svensk mästare i ishockey med FoC Farsta 1995 och 1997.
Teerijoki spelade dessutom ishockey och rinkbandy i Norge, samt ishockey i Schweiz.
Teerijoki har haft en civil karriär som pilot mellan 1997 och 2003 och har sedan arbetat inom golfsporten.